# Elizabeth Chudleigh
Elizabeth Chudleigh, duchesse de Kingston, parfois dite également comtesse de Bristol, est née en 1720 et morte à Paris le 26 août 1788.

## Biographie
Fille du colonel Thomas Chudleigh (†1726), elle fut nommée demoiselle d'honneur d'Augusta, princesse de Galles en 1743, sans doute grâce à l'intercession de son ami William Pulteney, 1er comte de Bath.
Intelligente, spirituelle, jolie mais ambitieuse et fantasque, Miss Chudleigh ne manquait pas d'admirateurs, parmi lesquels James Hamilton, 6e duc d'Hamilton et Augustus Hervey, qui devint ensuite 3e comte de Bristol. Néanmoins, Hamilton quitta l'Angleterre et, le 4 août 1744, à Lainston, près de Winchester, elle épousa discrètement Hervey. Comme l'un et l'autre étaient pauvres, le mariage fut gardé secret afin qu'Elizabeth puisse conserver sa place à la cour, tandis qu'Hervey, officier de marine, rejoignait son bateau, revenant en Angleterre vers la fin de 1746.
Le mariage ne fut pas heureux et le couple ne tarda pas à se séparer. Mais quand il apparut probable qu'Hervey succéderait à son frère comme comte de Bristol, sa femme fit des démarches pour établir la preuve de son mariage. En 1765, elle fit un long séjour à Berlin, où elle devint intime de Frédéric II « le Grand ». À son retour en Angleterre, elle mena à Londres une vie très brillante, devenant la maîtresse d'Evelyn Pierrepont, 2e duc de Kingston-upon-Hull, pair du royaume et fabuleusement riche.
Hervey souhaitait un divorce mais Elizabeth, bien qu'elle voulût elle aussi mettre un terme à cette union, n'était pas prête à affronter la publicité qui en résulterait. Elle plaida qu'Hervey était mentalement dérangé et, après qu'elle eut juré qu'elle n'était pas mariée, le tribunal la déclara célibataire en février 1769. Le 8 mars, elle épousa Kingston, qui mourut quatre ans plus tard en lui laissant tous ses biens à la condition qu'elle ne se remarie pas.
Elle se remit à voyager à travers l'Europe. En visite à Rome, la duchesse fut reçue par le pape Clément XIV et faillit être victime d'un aventurier. Elle dut retourner en Angleterre pour se défendre des accusations de bigamie lancées par le neveu de Kingston, Evelyn Meadows (†1826), qui attaquait le testament de son oncle. La Chambre des lords la déclara coupable en 1776, mais elle parvint à s'enfuir d'Angleterre en conservant sa fortune et à éviter ainsi de nouveaux procès. Officiellement, elle était redevenue la comtesse de Bristol mais continuait de se présenter et de signer comme "La Duchesse de Kingston".
Pour un temps, elle s'installe somptueusement à Calais, puis partit pour Saint-Pétersbourg. Catherine II de Russie l'accueillit avec chaleur et elle y acheta une propriété qu'elle appela « Chudleigh ». En Pologne, le prince Radziwill la reçut avec faste et voulut l'épouser. Elle revint ensuite en France et acheta une maison à Montmartre et le château de Sainte-Assise, près de Paris. Après avoir passé quelque temps à Rome, elle mourut à Paris en 1788 emportée en quelques jours par une maladie aussi brutale que mystérieuse. 
Elle laissait une fortune considérable en biens immobiliers et en bijoux, dont hérita son cousin, le colonel Philip Glower of Wispington, au détriment de ses sœurs.
La scandaleuse duchesse de Kingston fut ridiculisée sous les traits de Kitty Crocodile par l'acteur Samuel Foote dans sa pièce Voyage à Calais (A Trip to Calais), qu'il ne fut toutefois pas autorisé à monter. On dit qu'elle a inspiré les personnages de William Makepeace Thackeray Béatrice et la baronne Bernstein.